# Jacques Crozemarie
 (décembre 2006).
Jacques Crozemarie, né le 7 octobre 1925 à Paris et mort le 24 décembre 2006 à Colombes, est le fondateur et ancien président de l'Association pour la recherche sur le cancer (ARC).

## Biographie
Ingénieur diplômé de l'École française de radioélectricité (EFR devenue EFREI), il part pendant deux ans sous les drapeaux en Indochine, de 1949 à 1951.
Cadre administratif à l'INSERM, il crée l'ARC en 1962 et la dirige de façon très personnelle[En quoi ?] dans les décennies qui suivent. Se faisant appeler « Docteur » ou « Professeur », bien que n'ayant ni formation médicale ni titre professoral, il apparaît systématiquement en blouse blanche dans les campagnes publicitaires de l'ARC, en particulier à la télévision et acquiert ainsi une solide notoriété. Il faut noter cependant que Jacques Crozemarie était docteur honoris causa de l'Université de Tel Aviv.
Pour asseoir la notoriété de l'ARC, il sut s'entourer, au départ, de cancérologues connus du grand public : Lucien Israël, Georges Mathé et Léon Schwartzenberg.
Le 30 juin 2000, Jacques Crozemarie est condamné à quatre ans d'emprisonnement et à une amende de 2,5 millions de francs (381 000 euros), pour abus de confiance et recel d'abus de biens sociaux, lors du procès sur le fonctionnement de l'ARC.
Après deux années d'emprisonnement à la prison de la Santé (Paris), où il fut le voisin de Maurice Papon, Jacques Crozemarie est libéré le 11 octobre 2002, puis recueilli par un médecin et son épouse à Audierne. Fâché avec eux, il entre dans une maison de retraite d'Île-de-France, jusqu'à sa mort des suites d'une longue maladie le 24 décembre 2006,.
Il est inhumé le 29 décembre 2006 au cimetière de la station balnéaire de Bandol où il possédait une résidence.

## Le scandale lié au fonctionnement de l'ARC

### Les prémices
Depuis plusieurs années, les services fiscaux et sociaux étaient au courant de graves dysfonctionnements dans la gestion de l'ARC mais le secret professionnel empêcha la divulgation des faits. Quelques redressements fiscaux furent seulement mis en recouvrement contre les membres du conseil d'administration.
L'association et son président sont visés dès avril 1988 par un rapport de l'Inspection générale des affaires sociales (IGAS) qui dénonce la mainmise du président Jacques Crozemarie sur l'affectation des dons pour la recherche.
L'affaire débute réellement en 1991 par un rapport confidentiel de l'IGAS dénonçant les énormes dépenses de l'ARC, qui semblait consacrer 72 % des sommes versées par les 3,5 millions de donateurs à son fonctionnement et sa publicité ainsi qu'à des dépenses somptuaires telles des réceptions privées et des voyages. Seulement 28 % des fonds auraient été consacrés à la recherche contre le cancer. Jacques Crozemarie maintient que 45 % des ressources de l'association ont été affectés à la recherche en 1993.
Un rapport de la Cour des comptes, publié en 1993, confirme le premier rapport en affirmant que 27 % seulement des sommes collectées sont attribués à la recherche. La Cour précise aussi que certains agissements semblent relever d'abus de biens sociaux, et saisit ainsi les autorités judiciaires. L'affaire prend de l'ampleur quand les médias diffusent les premières informations sur ces dérapages, à partir du 2 janvier 1996. 
Le 18 janvier 1996, Jacques Crozemarie démissionne. L'équipe dirigeante de l'ARC est entièrement renouvelée.

### Le procès
Des dirigeants du groupe International Developpement (ID), principal sous-traitant de l'ARC, chargé de la communication, notamment Michel Simon, sont également mis en cause. L'accusation retient notamment l'embauche d'une infirmière pour sa mère, et diverses dépenses destinées à ses compagnes, pendant une durée de vingt ans. En juin 1999, devant le tribunal correctionnel de Paris, le procureur requiert le maximum de la peine encourue, cinq ans de prison assortis d'un mandat de dépôt à l'audience, contre MM. Crozemarie et Simon. 
Jacques Crozemarie est condamné le 30 juin 2000 à quatre ans de prison, Michel Simon à trois ans avec une amende de 230 000 euros. Leurs peines se sont trouvées aggravées en appel, le montant des amendes passant à 380 000 euros, avec une demande d'incarcération immédiate pour l'ex-président de l'ARC. « Il convient de prévenir tout risque de fuite à l'étranger où des sommes considérables restent manifestement disponibles », a alors justifié la cour, soulignant également « le comportement honteux » de l'ancien président de l'ARC qui a, selon elle, « usé de toutes les voies, y compris celle d'une médecine de complaisance, pour échapper à la sanction. »
Le 30 juin 2000, Jacques Crozemarie est reconnu coupable d'abus de confiance et d'abus de biens sociaux par la cour d'appel de Paris. Il est condamné à quatre ans de prison ferme, 2,5 millions de francs d'amende, et 200 millions de francs de dommages et intérêts à verser à l'ARC. Il est aussitôt incarcéré à Toulon. En incluant ses six mois de détention préventive (juin à décembre 1996), il passera en tout 33 mois en prison.

### Conséquences de sa condamnation
Par arrêté du 4 octobre 2001 est constatée son exclusion de droit de la Légion d'honneur, à la suite de sa condamnation devenue définitive. Il était officier de la Légion d'honneur du 4 février 1986.

### Conséquences législatives de l'affaire ARC
L'affaire de l'ARC a produit une évolution législative importante, d'abord par la soumission de certains organismes de droit privé à certaines règles du droit financier public (la loi du 7 août 1991 impose aux organismes faisant appel à la générosité du public de faire une déclaration préalable en préfecture et d'établir un compte d'emploi annuel des ressources), puis en élargissant les compétences d'investigations de l'IGAS (par la loi du 28 mai 1996). 